# رولینگن
رولینگن (به لاتین: Rælingen) یک شهرداری در نروژ است که در آکرشوس واقع شده‌است. رولینگن ۷۲ کیلومتر مربع مساحت و ۱۴٬۷۲۰ نفر جمعیت دارد.